# Słoneczny Stok (Białystok)
Słoneczny Stok – osiedle o funkcji mieszkalnej, w południowo-zachodniej części Białegostoku. Graniczy z Zielonymi Wzgórzami i Leśną Doliną.

## Obiekty i tereny zielone
- Szkoła Podstawowa nr 43
- XIV Liceum Ogólnokształcące im. Ryszarda Kaczorowskiego
- Biblioteka filia nr 8 Książnicy Podlaskiej - ul. Witosa 34
- Pływalnia "Rodzinna" BOSiR
- Park im. Andrzeja Piotra Karolskiego (Stawy Marczukowskie)[2][3]

## Opis granic osiedla
Od gen. Wł. Sikorskiego ulicą Skrajną, Marczukowską, Hetmańską, ks. J. Popiełuszki, do ul. gen. Wł. Sikorskiego.

## Ulice i place znajdujące się w granicach osiedla
Hetmańska (parzyste od 68 do 92/1), gen. Władysława Sikorskiego (parzyste), ks. Jerzego Popiełuszki (parzyste 2-16), Marczukowska (nieparzyste od 33 i parzyste 14-18), Skrajna, Stroma, Upalna, Wincentego Witosa.